# 毛慈望
毛慈望（？—？），河南省懷慶府武陟縣人，清朝政治人物、學者。
毛昶熙之孫。光緒十五年（1889年），参加光緒己丑科殿試，登進士三甲46名。同年五月，著主事，分部学习。